# Freziera
Genre
Freziera est un genre de plantes à fleurs de la famille des Pentaphylacaceae.

## Liste d'espèces
Selon Catalogue of Life (6 août 2018) :
- Freziera angulosa Tul.
- Freziera arbutifolia Triana & Planch.
- Freziera atlantica Zorzan. & Amorim
- Freziera bonplandiana Tul.
- Freziera bradleyi D.Santam. & Q.Jiménez
- Freziera caloneura Kobuski
- Freziera calophylla Triana & Planch.
- Freziera candicans Tul.
- Freziera canescens Humb. & Bonpl.
- Freziera carinata A.L. Weitzman
- Freziera chrysophylla Humb. & Bonpl.
- Freziera colombiana (Kobuski) Christenh. & Byng
- Freziera conocarpa (O. C.Schmidt) Kobuski
- Freziera cordata Tul.
- Freziera cyanocantha A.L.Weitzman ex D.Santam.
- Freziera dasycarpa D.Santam. & R.Ortiz
- Freziera dudleyi A.H. Gentry
- Freziera echinata A.L. Weitzman
- Freziera euryoides Kobuski
- Freziera ferruginea Ruiz & Pav. ex Wawra
- Freziera forerorum A.H. Gentry
- Freziera friedrichsthaliana (Szyszyl.) Kobuski
- Freziera grandiflora D.Santam., D.A.Neill & Lagom.
- Freziera grisebachii Krug & Urb.
- Freziera guaramacalana D.Santam. & Cuello
- Freziera guatemalensis (J. D. Sm.) Kobuski
- Freziera humiriifolia D.Santam.
- Freziera inaequilatera Britton
- Freziera incana A.L.Weitzman ex D.Santam.
- Freziera jaramilloi A.H. Gentry
- Freziera karsteniana (Szyszyl.) Kobuski
- Freziera lanata (Ruiz & Pav.) Tul.
- Freziera lehmannii (Hieron.) Kobuski
- Freziera longipes Tul.
- Freziera microphylla Sandwith
- Freziera minima A.L. Weitzman
- Freziera monsonensis (Melch.) Kobuski
- Freziera monteverdensis D.Santam., Lagom. & Q.Jiménez
- Freziera neillii D.Santam.
- Freziera nervosa Humb. & Bonpl.
- Freziera oxapampensis D.Santam.
- Freziera parva Kobuski
- Freziera reticulata Humb. & Bonpl.
- Freziera retinervia Kobuski
- Freziera roraimensis Tul.
- Freziera sericea Humb. & Bonpl.
- Freziera sessiliflora A.H. Gentry
- Freziera smithiana Kobuski
- Freziera spathulifolia (Melch.) Kobuski
- Freziera stuebelii (Hieron.) A.L. Weitzman
- Freziera suberosa Tul.
- Freziera subintegrifolia (Rusby) Kobuski
- Freziera tarariae Q.Jiménez, D.Santam. & A.K.Monro
- Freziera tomentosa (Ruiz & Pav.) Kobuski
- Freziera tundaymensis D.Santam.
- Freziera undulata (Sw.) Willd.
- Freziera verrucosa (Hieron.) Kobuski
- Freziera yanachagensis D.Santam.

Selon NCBI (6 août 2018) :
- Freziera reticulata
- Freziera undulata
- Freziera verrucosa

Selon The Plant List (6 août 2018) :
- Freziera angulosa Tul.
- Freziera arbutifolia Planch. & Triana
- Freziera bonplandiana Tul.
- Freziera caloneura Kobuski
- Freziera calophylla Triana & Planch.
- Freziera candicans Tul.
- Freziera canescens Humb. & Bonpl.
- Freziera carinata A.L.Weitzman
- Freziera chrysophylla Humb. & Bonpl.
- Freziera cordata Tul.
- Freziera dudleyi A.H.Gentry
- Freziera echinata A.L.Weitzman
- Freziera euryoides Kobuski
- Freziera ferruginea Wawra
- Freziera forerorum A.H.Gentry
- Freziera friedrichsthaliana (Szyszył.) Szyszył.
- Freziera grisebachii Krug & Urb.
- Freziera guatemalensis (Donn.Sm.) Kobuski
- Freziera ilicioides Tul.
- Freziera inaequilatera Britton
- Freziera jaramilloi A.H.Gentry
- Freziera karsteniana (Szyszył.) Kobuski
- Freziera lanata (Ruiz & Pav.) Tul.
- Freziera longipes Tul.
- Freziera macrophylla Tul.
- Freziera mexicana (Turcz.) Kobuski
- Freziera microphylla Sandwith
- Freziera minima A.L.Weitzman
- Freziera monsonensis (Melch.) Kobuski
- Freziera nervosa Humb. & Bonpl.
- Freziera parva Kobuski
- Freziera reticulata Humb. & Bonpl.
- Freziera retinervia Kobuski
- Freziera roraimensis Tul.
- Freziera sericea Humb. & Bonpl.
- Freziera sessiliflora A.H.Gentry
- Freziera smithiana Kobuski
- Freziera spathulifolia (Melch.) Kobuski
- Freziera stuebelii (Hieron.) A.L.Weitzman
- Freziera suberosa Tul.
- Freziera subintegrifolia (Rusby) Kobuski
- Freziera tomentosa (Ruiz & Pav.) Tul.
- Freziera undulata (Sw.) Sw. ex Willd.
- Freziera verrucosa (Hieron.) Kobuski

Selon Tropicos (6 août 2018) (Attention liste brute contenant possiblement des synonymes) :
- Freziera alata A.L. Weitzman
- Freziera angulosa Tul.
- Freziera apolobambensis D. Santam. & A. Fuentes
- Freziera arbutifolia Triana & Planch.
- Freziera atlantica Zorzanelli & Amorim
- Freziera boliviensis Wawra
- Freziera bonplandiana Tul.
- Freziera bradleyi D. Santam. & Q. Jiménez
- Freziera caloneura Kobuski
- Freziera calophylla Triana & Planch.
- Freziera campanulata A.L. Weitzman
- Freziera candicans Tul.
- Freziera canescens Bonpl.
- Freziera carinata A.L. Weitzman
- Freziera cernua Tul.
- Freziera chrysophylla Bonpl.
- Freziera conocarpa (O.C. Schmidt) Kobuski
- Freziera cordata Tul.
- Freziera cuatrecasasii Kobuski
- Freziera cyanocantha A.L. Weitzman ex D. Santam.
- Freziera dasycarpa D. Santam. & R. Ortiz
- Freziera dioica Macfad.
- Freziera dombeyana Tul.
- Freziera dudleyi A.H. Gentry
- Freziera echinata A.L. Weitzman
- Freziera ekmanii (O.C. Schmidt) Kobuski
- Freziera elegans Tul.
- Freziera erickitae A. Fuentes
- Freziera esmeraldana Little
- Freziera euryoides Kobuski
- Freziera ferruginea Wawra
- Freziera forerorum A.H. Gentry
- Freziera friedrichsthaliana (Szyszył.) Kobuski
- Freziera glabrescens A.L. Weitzman
- Freziera grandiflora D. Santam., D.A. Neill & Lagom.
- Freziera grisebachii Krug & Urb.
- Freziera guaramacalana D. Santam. & Cuello
- Freziera guatemalensis (Donn. Sm.) Kobuski
- Freziera guianensis Klotzsch ex Wawra
- Freziera hieronymi Kobuski
- Freziera hirsuta Sm.
- Freziera humiriifolia D. Santam.
- Freziera ilicioides Tul.
- Freziera inaequalifolia (Lingelsh.) Kobuski
- Freziera inaequilatera Britton
- Freziera incana A.L. Weitzman ex D. Santam.
- Freziera integrifolia Benth.
- Freziera jaramilloi A.H. Gentry
- Freziera karsteniana (Szyszył.) Kobuski
- Freziera lanata (Ruiz & Pav.) Tul.
- Freziera lancifolia (Standl.) Kobuski
- Freziera lehmannii (Hieron.) Kobuski
- Freziera longipes Tul.
- Freziera macrophylla Tul.
- Freziera magnibracteolata A. Fuentes & D. Santam.
- Freziera mexicana (Turcz.) Kobuski
- Freziera microphylla Sandwith
- Freziera minima A.L. Weitzman
- Freziera monsonensis (Melch.) Kobuski
- Freziera monteverdensis D. Santam., Lagom. & Q. Jiménez
- Freziera monzonensis (Melch.) Kobuski
- Freziera neillii D. Santam.
- Freziera nervosa Bonpl.
- Freziera nimanimae Tul.
- Freziera obovata A.L. Weitzman
- Freziera ochnacea (DC.) Nakai
- Freziera oxapampensis D. Santam.
- Freziera parva Kobuski
- Freziera perrottetiana Tul.
- Freziera punctata A.L. Weitzman
- Freziera reticulata Bonpl.
- Freziera retinervia Kobuski
- Freziera revoluta A.L. Weitzman
- Freziera roraimensis Tul.
- Freziera rufescens (Kobuski) A.L. Weitzman
- Freziera salicifolia Choisy
- Freziera seemanniana (Pittier) Kobuski
- Freziera sericea Kunth
- Freziera sessiliflora A.H. Gentry
- Freziera smithiana Kobuski
- Freziera spathulifolia (Melch.) Kobuski
- Freziera steyermarkii Kobuski
- Freziera stuebelii (Hieron.) A.L. Weitzman
- Freziera suberosa Tul.
- Freziera subintegrifolia (Rusby) Kobuski
- Freziera tarariae Q. Jiménez, D. Santam. & A.K. Monro
- Freziera ternstroemioides (O.C. Schmidt) Kobuski
- Freziera theaeoides (Sw.) Sw.
- Freziera tomentosa (Ruiz & Pav.) Tul.
- Freziera tundaymensis D. Santam.
- Freziera uncinata A.L. Weitzman
- Freziera undulata (Sw.) Willd.
- Freziera uniauriculata A.L. Weitzman
- Freziera vaccinioides (O.C. Schmidt) Kobuski
- Freziera velutina A.L. Weitzman
- Freziera verrucosa (Hieron.) Kobuski
- Freziera wawrai Urb.
- Freziera yanachagensis D. Santam.
- Freziera yungasia Tul.